# Telangana Nagara Samithi
Telangana Nagara Samithi és un partit de l'estat de Telangana a l'Índia, de tendència moderada; fou partidari de crear l'estat de Telangana. La seva bandera era color safrà amb el mapa de Telangana en verd. Fou fundat per Nagam Janardhan Reddy (ex primer ministre d'Andhra Pradesh) l'agost de 2011, després d'escindir-se del Telugu Desam. El 2013 Reddy va anunciar que es fusionava amb el Bharatiya Janata